# Општина Вулкана-Панделе (Дамбовица)
Вулкана-Панделе (рум. Vulcana-Pandele) општина је у Румунији у округу Дамбовица.
Oпштина се налази на надморској висини од 353 m.

## Становништво

### Хронологија
| Година       | 2003 | 2004 | 2005 | 2006 | 2007 | 2008 | 2009 | 2010 | 2011 | 2012 | 2013 | 2014 | 2015 | 2016 | 2017 |
| ------------ | ---- | ---- | ---- | ---- | ---- | ---- | ---- | ---- | ---- | ---- | ---- | ---- | ---- | ---- | ---- |
| Становништво | 4726 | 4723 | 4730 | 4784 | 4863 | 4932 | 4993 | 5025 | 5073 | 5128 | 5136 | 5121 | 5132 | 5103 | 5056 |